# Kassita
Kassita (berberă ⴽⴰⵙⵉⵜⴰ,arabă كاسيطا) este un oraș în Maroc. Are aproximativ 2.675 de locuitori.